# Jan Dufwa
Jan Wilhelm Dufwa, född 30 september 1923, död 26 september 2020, var en svensk jurist som var lagman i Skövde tingsrätt från 1981 till 1986 samt i Sala tingsrätt från 1986 till 1990. 
Dufwa utnämndes 29 juni 1964 till tingsdomare i Västerbergslags domsaga och 13 mars 1967 förordnades han till ett långtidsvikariat som häradshövding i Norra Roslags domsaga. Den 28 juni 1968 utnämndes han till rådman i Uppsala rådhusrätt. Den 18 juni 1981 utnämndes han till lagman i Skövde tingsrätt och 9 januari 1986 till lagman i Sala tingsrätt. 
Dufwa har uppgetts varit frivillig i Waffen-SS som pansargrenadjär i 5. SS-Panzer-Division Wiking under andra världskriget.